# Мидоль, Жонатан
Жонатан Мидоль (фр. Jonathan Midol; 13 января 1988, Анси, Верхняя Савойя, Рона — Альпы) — французский фристайлист, бронзовый призёр Олимпийских игр 2014 года.
Его младший брат, Бастьен Мидоль также профессионально занимается фристайлом.

## Биография
На Олимпийских играх в Сочи выступал в ски-кроссе и занял третье призовое место. При этом его коллеги по сборной Жан-Фредерик Шапюи и Арно Боволента заняли, соответственно, первое и второе место. Таким образом впервые на Зимних Олимпийских играх весь пьедестал в одной дисциплине заняли представители сборной Франции.

## Достижения
- Зимние Олимпийские игры: бронза (2014)[1].